# 中西深斎
中西 深斎（なかにし しんさい、1725年1月19日（享保9年12月6日） - 1803年5月13日（享和3年3月22日））は江戸時代中期-後期の医師。名は惟忠、字は子文。通称は主馬、万助。祖先は伊賀十八族で曾祖父のときに京都に移る。父は中西宗律、母は高谷氏。中西鷹山は子。

## 経歴・人物
京都に生まれる。幼少時から読書を好む。江戸で鵜殿士寧らと学を磨きあったのち、京に戻り吉益東洞の門にはいり古医方をまなぶ。中国の張仲景の医書『傷寒論』を30年間研究し、注釈書『傷寒論弁正』『傷寒名数解』を著した。